# TotalBiscuit
John Peter Bain (Spennymoor, Inglaterra; 8 de julio de 1984-Charlotte, Carolina del Norte; 24 de mayo de 2018), comúnmente conocido por su alias en línea Totalbiscuit —también, The Cynical Brit y TotalHalibut—, fue un comentarista y crítico de videojuegos británico en YouTube (periodismo de videojuegos).

## Biografía
John fue conocido por sus trabajo como comentarista profesional de videojuegos tales como Starcraft II, así como por sus series en YouTube de primeras impresiones de juegos y editoriales sobre noticias de la industria de videojuegos. De su línea editorial se puede destacar su defensa de desarrolladores independientes, la plataforma de juegos de PC, su énfasis en la importancia de la defensa de derechos de los consumidores y su enfoque tanto en los aspectos éticos como de calidad técnica de los productos finales de desarrolladores AAA.
Es considerado como uno de las figuras de mayor influencia en el mundo de los videojuegos; en el momento de su fallecimiento disponía de más de 2,2 millones de seguidores en su principal canal de YouTube y era el mentor con más seguidores de la plataforma de distribución de juegos Steam. 
Bain anunció en 2014 que se le había diagnosticado un cáncer intestinal, y que este era terminal tan solo un año después. El 1 de mayo de 2018 envió un comunicado con su retirada del mundo de la crítica después de que la quimioterapia dejara de ser efectiva. Su cónyuge, Genna Bain, anunció su fallecimiento a través de Twitter el 24 de mayo de 2018.